# Subîne, Korosten
Subîne (în ucraineană Субине) este un sat în comuna Hodakî din raionul Korosten, regiunea Jîtomîr, Ucraina.

## Demografie
Componența lingvistică a localității Subîne
     Ucraineană (100%)
Conform recensământului din 2001, toată populația localității Subîne era vorbitoare de ucraineană (100%).